# Jan Grauwels

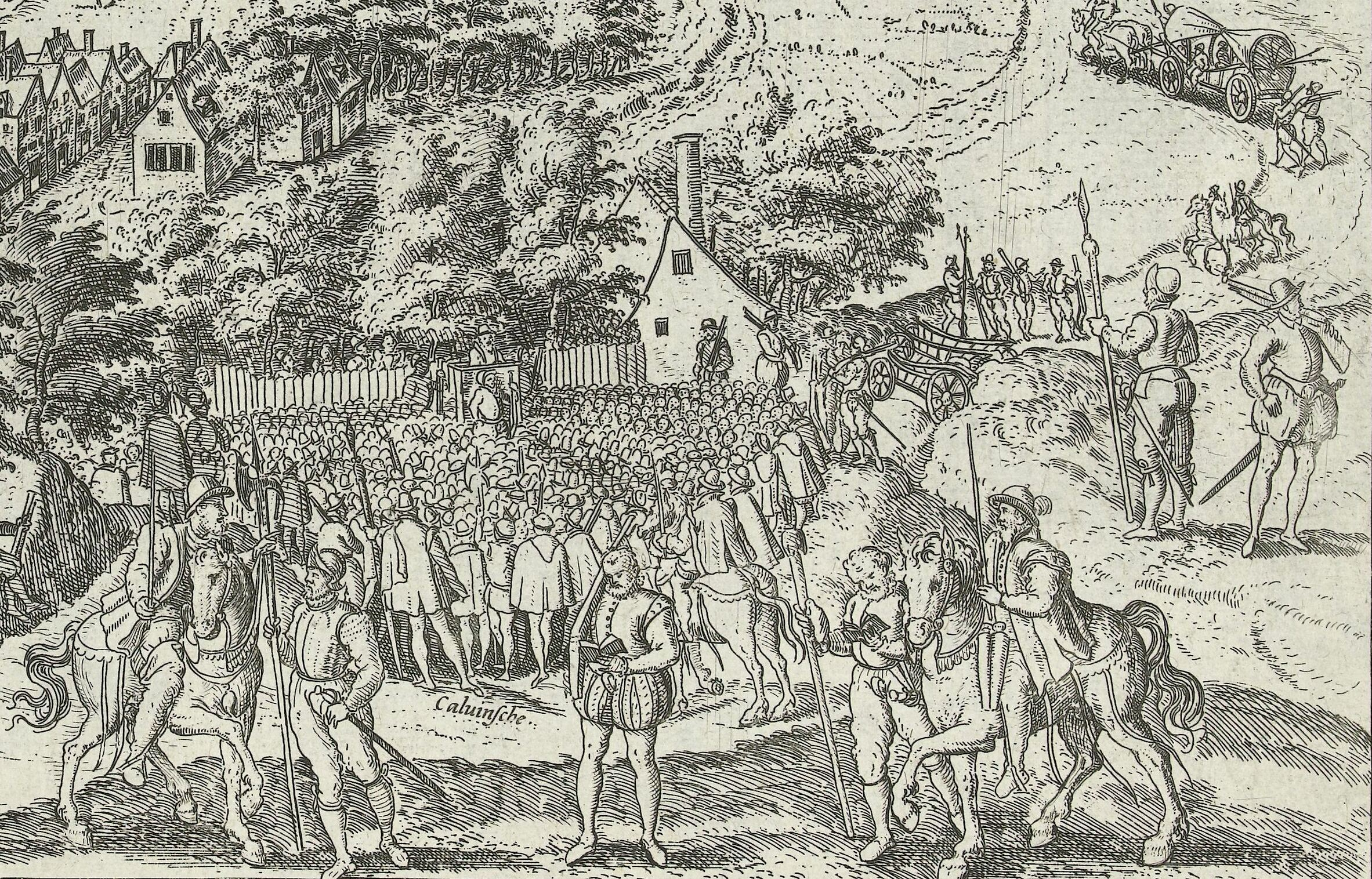
Grauwels en zijn manschappen bij een hagenpreek buiten Antwerpen (detail van een prent van Frans Hogenberg)

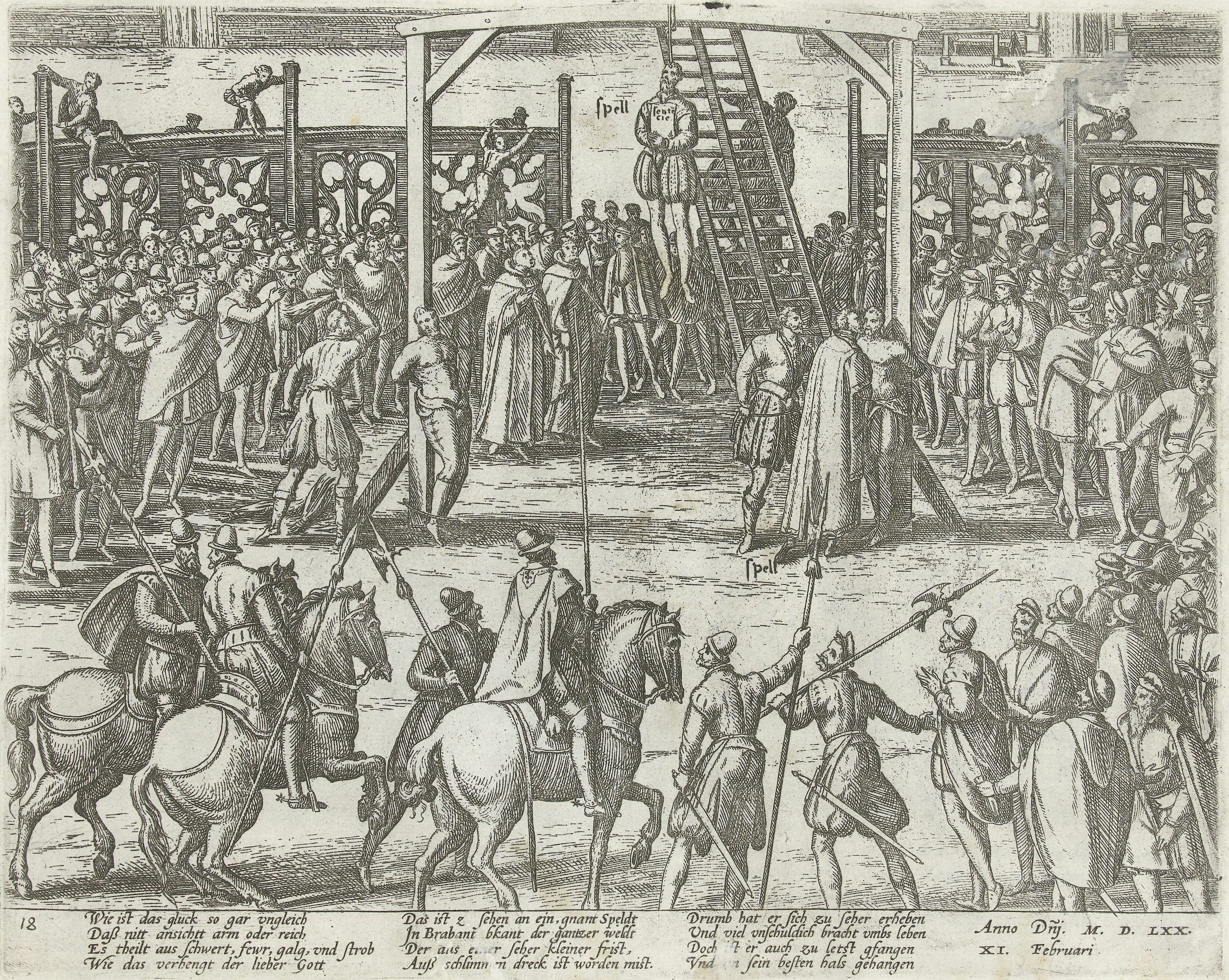
Prent van Spellekens' executie door Frans Hogenberg

Jan Grauwels, alias Spelle of Spelleken (ca. 1530 – Brussel, 11 februari 1570) was een Brabants politie-officier en geuzenjager. Na twee jaar van uitwassen en malversaties werd hij zelf geëxecuteerd.

## Leven
Grauwels was afkomstig uit een familie met wortels in Steenokkerzeel. Rond 1550 trouwde hij met Marie van den Eeckhout, met wie hij zeker twee kinderen had. Hij kwam in 1562 aan het Brusselse hof als foerier van de stallingen en vanaf het volgende jaar cumuleerde hij dat met de functie van wintvellingmeester in het Zoniënwoud. In 1566 trad hij als luitenant in dienst bij de provoost, die politionele opsporingen verrichtte. Op 15 december 1567 kwam hij zelf aan het hoofd van deze dienst door zijn benoeming tot overste proost der maarschalken. De Geuzenopstand was toen in volle gang en Alva was landvoogd geworden. 
In zijn jacht op calvinisten en geuzen ging Grauwels zijn bevoegdheden ver te buiten en kreeg hij de reputatie wreed en inhalig te zijn. Hij verrichtte zelf arrestaties, veroordelingen en straffen, liet zich omkopen voor vrijlatingen, en vervolgde onschuldigen om hun families af te persen. Ook een beschuldiging van verkrachting viel hem ten deel. In de twee jaar van zijn ambt zou hij bij 3373 terechtstellingen aanwezig zijn geweest. Te paard en met zijn gerechtsstaf of rode roede was hij een opvallende verschijning, die soms wordt vermeld in verslagen van de onthoofding van Egmont en Horne op 5 juni 1568. Hij bereed toen de witte schimmel die hij had gestolen van Horne. De staf zou door het publiek beschouwd zijn als een 'speeltje' en hem zijn bijnaam hebben opgeleverd. 
Op 6 september 1568 vatte hij in het Westkwartier de bosgeuzen Gautier Herlin en zijn twee broers, die ontkomen waren aan de Val van Valencijn. De broers liet hij zonder vorm van proces ophangen en Gautier liet hij oren en neus afsnijden, in afwachting van publieke verbranding (die kwam er niet, want hij wist te ontsnappen). Uiteindelijk gingen Grauwels' excessen te ver. Op 3 april 1568 had de Magistraat van Brussel klacht tegen hem ingediend. In mei 1569 werden zijn substituut, drie sergeanten en een kamermeid gearresteerd. Alva trok zijn handen van hem af en hij verdween achter de tralies. Met Jean Bolea werd onmiddellijk een opvolger benoemd. Hij was degene die Grauwels op 10 februari 1570 in de Treurenbergpoort kwam vertellen dat de Raad van Beroerten hem tot de galg had veroordeeld. Zijn luitenant Joachim Coomans en zijn klerk Conrad Schotte kregen acht jaar galeistraf en zijn dienstmeid Clara van Heysbeke werd verbannen. 
De terechtstelling vond 's anderendaags plaats op het Baliënplein voor het Koudenbergpaleis. Eerst werden Coomans en Schotte gegeseld aan de voet van het schavot. Terwijl hij de ladder beklom, met het vonnis op zijn borst gespeld, zou Grauwels hen volgens Godevaert van Haecht hebben toegevoegd Dits den loon van groote heeren te dienen. Volgens diezelfde getuigenis vroeg hij de beulen hem te duwen vóór hij zou wanhopen, terwijl een andere bron hem uit eigen beweging naar beneden liet springen. Beiden maakten de dubieuze observatie dat zijn rode haar en baard en zijn gezicht terstond zwart werden. De bevolking juichte zijn dood toe, maar de Spanjaarden waren er minder mee opgezet. In een optocht met kaarsen en fakkels begeleidden ze zijn lijk naar de begrafenis in de Predikherenkerk.
Het vermogen van Grauwels werd verbeurd verklaard, waaronder zijn schilderijencollectie, zijn twaalf prachtige paarden en zijn vier Brusselse huizen. Dat bij de Schaarbeeksepoort, aangeduid als huys van Marc Anthonie, blijkbaar naar een keizerlijke buste, werd in 1633 een oratorianenhuis. Men sprak nog lang van het Spellekens clooster aan de Spellekensweg.